# ديه ويلسون
ديه ويلسون (بالإنجليزية: Des Wilson)‏ هو صحفي نيوزيلندي، ولد في 5 مارس 1941.

## وصلات خارجية
- الموقع الرسمي